# إصبعية عنقودية
الإصبعية العنقودية أو حشيشة البستان هي نوع نباتي يتبع جنس الإصبعية (باللاتينية: Dactylis) ضمن الفصيلة النجيلية من صف أحاديات الفلقة.

## الموئل والانتشار
موطنه بلاد الشام ومصر والمغرب العربي وأوروبا.
يزرع النبات في المناطق المعتدلة في كل أنحاء العالم. يعتبر من أشهر محاصيل المراعي في المناطق ذات الطقس الرطب والمعتدل نظراً لقيمته الغذائية ولاستساغته من قبل الحيوانات. يستعمل للرعي أو لإنتاج التبن. لا ينتج بذوراً في المناطق المدارية نظراً لقصر موسم الصيف وفترة النهار. يمكن نشره عن طريق البذور أو الأشتال المغروسة. النبات مقاوم للرعي وينمو بسرعة فائقة إثر كل عملية رعي أو حش. وهو نبات ينمو بكل سهولة في الظل.

## الوصف النباتي
نبات معمر يعيش لفترة طويلة. ذو جذور عميقة. يصل ارتفاعه إلى 140 سم إذا لم يحش. براعم الأوراق مطوية قبل خروجها.

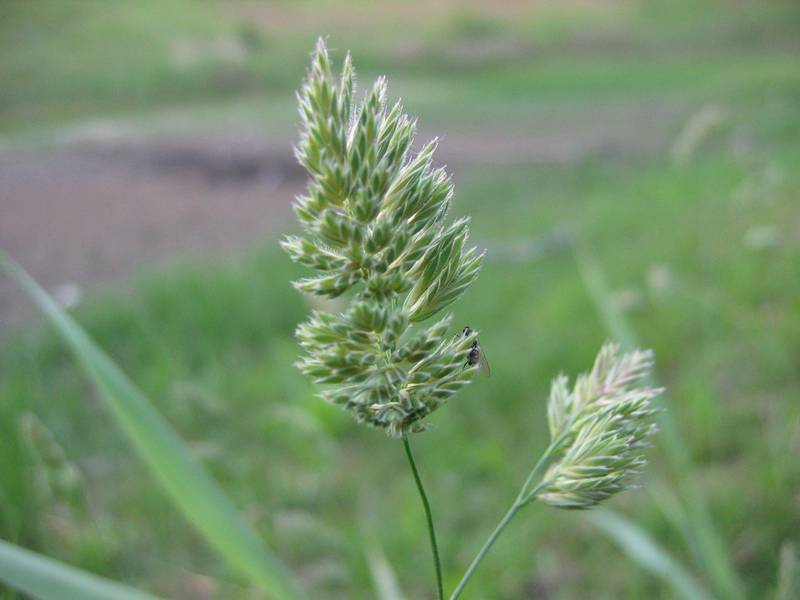
سنبلة الإصبعية العنقودية